# Papeles de Son Armadans
Papeles de Son Armadans (1956–1979) fue una revista de literatura creada en 1956 por el escritor Camilo José Cela, con redacción en Madrid y Palma de Mallorca. Dirigida por el propio Cela, en el equipo editorial, a lo largo de su existencia, se anotan los nombres de José Manuel Caballero Bonald, Antonio Fernández Molina o Sergio Vilar, como secretarios de redacción.

## Historia
El 1 de abril de 1956 se publicó su primer número en Palma de Mallorca, donde en aquellos años vivía Cela en su casa, ya desaparecida, de la calle del Bosque, en el barrio de Son Armadans, circunstancia que daría nombre a la revista. Durante 15 años se imprimió por Mosén Alcover, impresor de Palma, y en 1970 se realizó en Madrid por Gráficas Arabí durante unos años, volviendo luego a imprimirse en Palma, por la Imprenta Politécnica de Miguel Ferrer, hasta su último número, publicado en marzo de 1979.
En la primera mancheta figuraban Cela como director, Caballero Bonald como subdirector y Llompart como secretario. Tras unos años de tanteo editorial y frecuentes tertulias (las “conferencias literarias”) con amigos como Blas de Otero o Lorenzo Villalonga, en Son Armadans, Cela deja ese barrio a finales del año 1956 y se instala en el segundo piso de una casa del barrio El Terreno, en la calle José Villalonga, 87. Allí se traslada también la redacción de la revista ocupando el sótano del inmueble.
Entre los primeros colaboradores se leen trabajos de Dámaso Alonso, José María Castellet, Gregorio Marañón, Moreno Galván, Carles Riba, Rafael Sánchez Ferlosio, y de autores en el exilio como Rafael Alberti, Max Aub, Américo Castro, Emilio Prados, Luis Cernuda, o Manuel Altolaguirre, entre otros. Una de las «innovaciones o atrevimientos» de la revista fue la publicación de artículos escritos en las distintas lenguas vernáculas del Estado español.

## Desaparición
Tras publicarse un total de 276 números mensuales, entre abril de 1956 y marzo de 1979, Papeles de Son Armadans dejó de editarse «por razones económicas». En el artículo de despedida, Cela, con su humor habitual, concluía con este párrafo: «El balance de los aciertos y los errores de la casi dilatada existencia de esta revista que ahora muere ya lo hará quien tenga paciencia para ello, que a nosotros no nos queda sino despedirnos, deseándoles salud, buena suerte y larga vida a todos.»
Años después, en 1995, Camilo José Cela fundó la revista El Extramundi y los papeles de Iria Flavia cuyo título y espíritu evocaban a la desaparecida Papeles de Son Armadans. El propio escritor declaró en el editorial del primer número:

[Esta nueva revista] recordará inevitablemente, también con gratitud a su memoria, a los Papeles de Son Armadans, aquella revista que duró 24 años y publicó más números que meses tuvo de vida.